# Abbaye de Bonnevaux (Poitou)
Pour les articles homonymes, voir Abbaye de Bonnevaux et Bonnevaux.
L’abbaye de Bonnevaux est une ancienne abbaye cistercienne située dans la Vienne, à Marçay.

## Historique

### Fondation
L'abbaye de Bonnevaux est fondée en 1119 par des religieux bénédictins avec le soutien d'Hugues VII de Lusignan et de sa femme Sarrasine (ou Saracena) de Lezay. Cinq ans après, en 1124, les moines choisissent d'entrer dans l'ordre cistercien, et s'affilient à l'abbaye de Cadouin.

### Déclin
Les guerres de Religion puis le régime de la commende entraînent son déclin progressif. Elle devient demeure privée jusqu'à la cession du domaine en 2016.

## Architecture et description
L'abbaye ne compte plus que cinq moines à la veille de la Révolution française, en 1768 ; ils sont chassés par les décrets interdisant les congrégations, et l'abbaye, revendue comme bien national, est partiellement transformée en château, le restant étant démoli. La construction actuelle présente une architecture en forme de H avec une partie centrale de la fin du XVIIIe siècle et deux ailes plus anciennes avec salles voûtées et cheminées médiévales. Une aile de l’ancien cloître des XIIe – XVe siècles classée monument historique par arrêté du 27 juin 1967 reste intégrée à la partie centrale. Celle-ci est rythmée par trois séries de petites arcades en plein cintre séparées par deux groupes d'arcades.

## Filiation et dépendance
Bonnevaux est fille de l'abbaye de Cadouin.

## Aujourd'hui
L'abbaye de Bonnevaux retourne à sa vocation religieuse depuis 2017. Elle est à ce jour le siège de la Communauté mondiale pour la méditation chrétienne.